# The Way You Used to Do
«The Way You Used to Do» —en español: «La forma en que solías hacer»— es el primer sencillo del álbum de Queens of the Stone Age, Villains. El sencillo fue lanzado el 15 de junio de 2017. La canción aparece en la banda sonora del videojuego de carreras del 2017 Need for Speed Payback.
Rolling Stone describió la canción como «espeluznante y saltando».

## Antecedentes
«The Way You Used to Do» se lanzó por primera vez el 15 de junio de 2017. Un video musical, dirigida por Jonas Åkerlund, se lanzó el 15 de agosto de 2017.

## Posicionamiento en listas
| Listas (2017)                               | Mejor posición |
| ------------------------------------------- | -------------- |
| Bélgica (Flandes) (Ultratip Bubbling Under) | 11             |
| Nueva Zelanda Heatseekers (RMNZ)            | 7              |
| Escocia (Scottish Singles Sales Chart)      | 82             |
| Estados Unidos (Alternative Airplay)        | 11             |
| Estados Unidos (Mainstream Rock)            | 9              |